# 塔恩河畔马尔萨克
塔恩河畔马尔萨克（法語：Marssac-sur-Tarn，法語發音：[maʁsak syʁ taʁn]）是法国奥克西塔尼大区塔恩省的一个市镇，属于阿尔比区。

## 地理
塔恩河畔马尔萨克（43°55'3"N, 2°1'41"E）面积7.17 平方千米，位于法国奧克西塔尼大區塔恩省，该省份为法国南部内陆省份，北起顺时针与阿韦龙省、埃罗省、奥德省、上加龙省和塔恩-加龙省接壤。
与塔恩河畔马尔萨克接壤的市镇（或旧市镇、城区）包括：拉巴斯蒂代德莱维、阿尔比、卡斯泰尔诺-德莱维斯、弗洛朗坦、拉格拉沃、泰尔萨克。

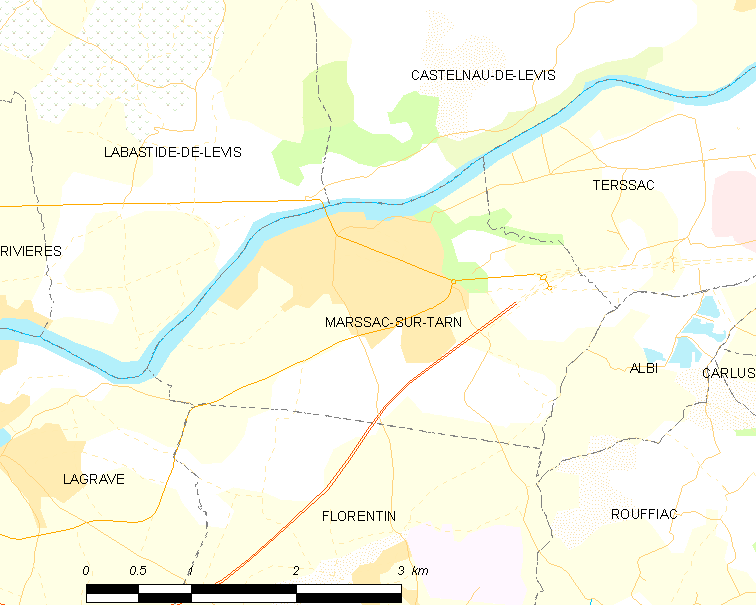
塔恩河畔马尔萨克的OSM定位图

塔恩河畔马尔萨克的时区为UTC+01:00、UTC+02:00（夏令时）。

## 行政
塔恩河畔马尔萨克的邮政编码为81150，INSEE市镇编码为81156。

## 政治
塔恩河畔马尔萨克所属的省级选区为阿尔比第三县。

## 人口

1962-2008年间塔恩河畔马尔萨克人口变化图示

塔恩河畔马尔萨克于2022年1月1日时的人口数量为3486人。